# Ludditák (együttes)
A Ludditák egy magyar alternatív/freestyle hiphop lányduó.

## Története
Az együttest egy bátaszéki testvérpár alapította 2002-ben. Fiáth Titanilla és Marianna az IMMC hatására kezdtek el rapelni. Első debütáló daluk a Tilos a reggel a Tilos Rádió első beszüntetéséhez kapcsolódik. Ezt a számot – saját elmondásuk alapján – csak poénból írták, aztán felkérték őket, hogy énekeljenek egy Tilos koncerten a Tabánban.
Szövegeiket emancipált csajrapként, bölcsészrapként vagy okosrapként is emlegetik. Közreműködtek a Nyócker című animációs film zenéjében (Kurvaélet), illetve több közös zenei projektben a magyar underground és hiphop világában (Rapcsajok - Metro).
Az együttes 2010-ben feloszlott, a lányok azóta külön utakon járnak.
Fiáth Titanilla pszichológia, magyar és kulturális antropológiai szakot végzett az egyetemen. Börtönpszichológusként tevékenykedik. Antropológiai terepmunkájából egy könyv is megjelent, Határsávok címmel. Rapnovellái az Éjszakai állatkert - Antológia a női szexualitásról (2005) és a Szomjas oázis - Antológia a női testről (2007) c. antológiákban jelentek meg. 2012-ben jelent meg a Börtönkönyv: kulturális antropológia a rácsok mögött c. könyve.
Fiáth Marianna újságíróként (Nők Lapja Cafe) és szerkesztőként tevékenykedik.
2015 óta a 2014-ben megalakult PinUps nevű feminista punk-rock csajbandában szövegelnek.

## Lemezek
- 2003 Ludditák
- 2005 Porcogó
- 2007 Tizenegyes (dupla CD)

## Külső hivatkozások
- Quart.hu cikk